# Gijp (boek)
Gijp (op het kaft en schutblad gespeld gijp) is een biografie over het leven van ex-voetballer en tv-persoonlijkheid René van der Gijp. Het boek werd geschreven door Michel van Egmond en won in 2013 de NS Publieksprijs. Er werden zo'n 350.000 exemplaren van het boek verkocht.

## Inhoud
Journalist Michel van Egmond volgde oud-voetballer René van der Gijp in 2011 een jaar lang. Aan de hand van gesprekken met Van der Gijp en enkele van zijn kennissen schetste hij een beeld van de voetbalanalist, die door zijn optredens in VI Oranje tijdens het WK 2010 uitgroeide tot een van de populairste tv-persoonlijkheden in Nederland. In de biografie wordt zowel de voetbal- als tv-carrière van Van der Gijp toegelicht en wordt er dieper ingegaan op de burn-out die ervoor zorgde dat hij in 2011 een tijd lang niet te zien was in het televisieprogramma Voetbal International.

## Succes en controverse
De verkoop van het boek was uitermate succesvol, mede doordat het regelmatig gepromoot werd in het televisieprogramma Voetbal International. Nochtans wilde uitgever Dick Holstein oorspronkelijk slechts 7.500 exemplaren van het boek drukken. Het boek stond zeven weken op de eerste plaats in De Bestseller 60, van bestverkochte boeken in Nederland. In september 2013 werd het boek genomineerd voor de NS Publieksprijs. Op 15 oktober 2013 werd in De Wereld Draait Door bekendgemaakt dat Gijp de prijs had gewonnen met zo'n 40 procent van de stemmen. Aan de publieksprijs was onder meer een bedrag van 7.500 euro verbonden.
Na zijn bezoek aan het Boekenbal in 2013 noemde Van der Gijp de overige aanwezigen "mensen die zichzelf iets te serieus nemen" en stelde hij dat het evenement "nogal een elitaire bedoening" was. Een dag voor de uitreiking had Johan Derksen, collega van Van der Gijp bij Voetbal International, aangekondigd niet bij de uitreiking aanwezig te zijn omdat hij niets moest hebben van de "literaire engnekken uit de grachtengordel". Na het bekendmaken van Gijp als de winnaar noemde auteur Tommy Wieringa, die zelf ook genomineerd was, de NS Publieksprijs een oneerlijke strijd en "een spek-en-bonen-prijs".

## Bestseller 60
| Boeken met noteringen in de Nederlandse Bestseller 60 | Jaar van verschijnen | Datum van binnenkomst | Hoogste positie | Aantal weken | Opmerkingen |
| ----------------------------------------------------- | -------------------- | --------------------- | --------------- | ------------ | ----------- |
| Gijp                                                  | 2012                 | 23-05-2012            | 1(7wk)          | 80           |             |